# Moralność pani Dulskiej (film)
Moralność pani Dulskiej – polski film z 1930 roku, zrealizowany na podstawie dramatu Gabrieli Zapolskiej pod tym samym tytułem. Był to pierwszy polski film dźwiękowy. Dialogi zostały nagrane na płytach gramofonowych, które zaginęły, dlatego obecnie film jest pozbawiony dźwięku.
Reżyserami filmu byli Borys Newolin i Bolesław Land.

## Fabuła
Akcja filmu toczy się w Warszawie na początku XX wieku, a nie we Lwowie, jak w pierwowzorze literackim. Rodzina Dulskich przyjmuje nową służącą – Hankę. Dziewczyna zakochuje się w ich synu Zbyszku. Między młodymi dochodzi do romansu, którego owocem jest nieślubne dziecko. Zbyszek pragnie ożenić się z dziewczyną, napotyka jednak na opór rodziców.

## Obsada
- Dela Lipińska (Hanka)
- Marta Flantz (Aniela Dulska)
- Ludwik Fritsche (Felicjan Dulski)
- Tadeusz Wesołowski (Dulski Zbyszko)
- Juliusz Lubicz-Lisowski (Antek)
- Maria Chaveau (Juliasiewiczowa)
- Anna Daszyńska (Mela)
- Zofia Batycka (aktoreczka)
- Adolf Dymsza (rewirowy)
- Roman Dereń (stróż)
- Helena Sokołowska (Zofia Madrygał, matka narzeczonej)
- Janina Modzelewska (Tadrachowa)
- Stanisława Kamińska (Marysia)
- Jan Szymański (Tadrach, stary wieśniak)
- Krystyna Ankwicz